# Corynorhinus
Corynorhinus är ett släkte av fladdermöss i familjen läderlappar.

## Taxonomi
Medlemmarna är nära släkt med arterna i släktet Plecotus och tidigare sammanfogades dessa släkten. Wilson & Reeder (2005) och IUCN listar tre arter till Corynorhinus.
- Corynorhinus mexicanus, har två från varandra skilda utbredningsområden i Mexiko, finns även på Cozumel.
- Corynorhinus rafinesquii, i östra USA från Texas, Illinois och Indiana till Florida.
- Corynorhinus townsendii, främst i västra Nordamerika.

## Utseende
Individerna blir 45 till 70 mm långa (huvud och bål) och har en 35 till 55 mm lång svans. De väger 5 till 20 g. Pälsen har på ovansidan en brun färg och buken är blekare. Även flygmembranen och öronen är bruna. Liksom medlemmar av Plecotus har de stora öron som kan vara 40 mm långa. Corynorhinus skiljer sig dessutom från andra läderlappar i avvikande detaljer av nosens och tändernas konstruktion.
På nosen förekommer flera svullnader. Tandformeln är I 2/3 C 1/1 P 2/3 M 3/3.

## Ekologi
Habitatet utgörs beroende på art av skogar, buskskogar eller öknar. Arterna vilar i byggnader, i grottor och i andra naturliga hålrum. De är aktiva på natten och jagar flygande eller marklevande insekter. Släktets medlemmar kan sväva korta tider över samma plats. Hos alla arter förekommer vinterdvala men inte alla individer går i ide. Vid viloplatsen bildas ofta mindre till medelstora flockar och ibland kolonier med upp till 1000 individer.
Parningen sker under senhösten och sedan förvaras sädesvätskan över vintern i honans kropp. Dräktigheten varar 56 till 100 dagar och den enda ungen föds under senvåren eller tidiga sommaren. Ungen kan flyga efter två till tre veckor. Hos Corynorhinus townsendii slutar honan efter cirka 6 veckor med digivning. En individ av Corynorhinus rafinesquii blev 10 år gammal.

## Status
Corynorhinus rafinesquii och Corynorhinus townsendii är inte hotade i beståndet och de listas av IUCN som livskraftig (LC). Den mexikanska arten störs ofta vid sina viloplatser och den listas som nära hotad (NT).